# Leptocentrus cinereus
Leptocentrus cinereus är en insektsart som beskrevs av Capener 1955. Leptocentrus cinereus ingår i släktet Leptocentrus och familjen hornstritar. Inga underarter finns listade i Catalogue of Life.